# هوراسیو کازارین
هوراسیو کازارین (انگلیسی: Horacio Casarín; ۲۵ مهٔ ۱۹۱۸ – ۱۰ آوریل ۲۰۰۵) بازیکن فوتبال اهل مکزیک و یک مربی حرفه‌ای مکزیکی بود که در دهه‌های ۴۰ و ۵۰ خود را به عنوان یکی از محبوب‌ترین چهره‌های ورزشی کشورش شناساند.
وی در مسابقات کشوری و بین‌المللی در مجموع برندهٔ ۱ مدال طلا شده‌است.